# Drôle de monde
Pour le film Drôle de Monde paru en 2009, voir Funny People.
Drôle de monde est une série télévisée humoristique québécoise en 38 épisodes de 25 minutes scénarisée par Marcel Gamache et diffusée du 6 septembre 1978 au 23 mai 1979 sur le réseau TVA.

## Synopsis
Drôle de monde raconte les aventures d'une veuve, Mme Bonenfant et d'un amoureux déçu, Rosaire Lamoureux.

## Fiche technique
- Scénarisation : Marcel Gamache
- Réalisation : Michel Petit
- Société de production : Télé-Métropole

## Distribution
- Janine Sutto : Justine Bonenfant
- Jean-Louis Millette : Rosaire Lamoureux
- Jean Leclerc : Ovide Malo
- Georges Carrère : Conrad Lemoine
- Mariette Duval : Thérèse Lemoine
- Andrée Boucher : Antoinette Lagacé
- Yvon Leroux : Yvon Lagacé
- Marthe Choquette : Rosine Sauriol
- Sophie Clément : Angélique
- Mireille Deyglun : Diane Lagacé
- Amulette Garneau : Pauline Riopelle
- Pierre Labelle : Féréol Sauriol
- Pierre Laroche : Robert Desrochers
- Élizabeth Lesieur : Claire Loranger
- Yves Massicotte : Candide Latendresse
- Aubert Pallascio : Amédée Leroux
- Guy Provost : Robert Riopelle

et aussi :
- Denis Bouchard
- Serge Christiaenssens
- Diane Dauphinais
- Yvon Deschamps
- Robert Desroches
- Marcel Gamache
- Danièle Panneton
- Diane St-Jacques
- Jacques Tourangeau
- Roger Turcotte